# Даріо Шарич
Даріо Шарич (хорв. Dario Šarić, нар.  квітня 1994, Шибеник, Хорватія) — хорватський професіональний баскетболіст, важкий форвард команди НБА «Фінікс Санз». Гравець національної збірної Хорватії, у складі якої був учасником Олімпійських ігор.

## Ігрова кар'єра

### Ранні роки

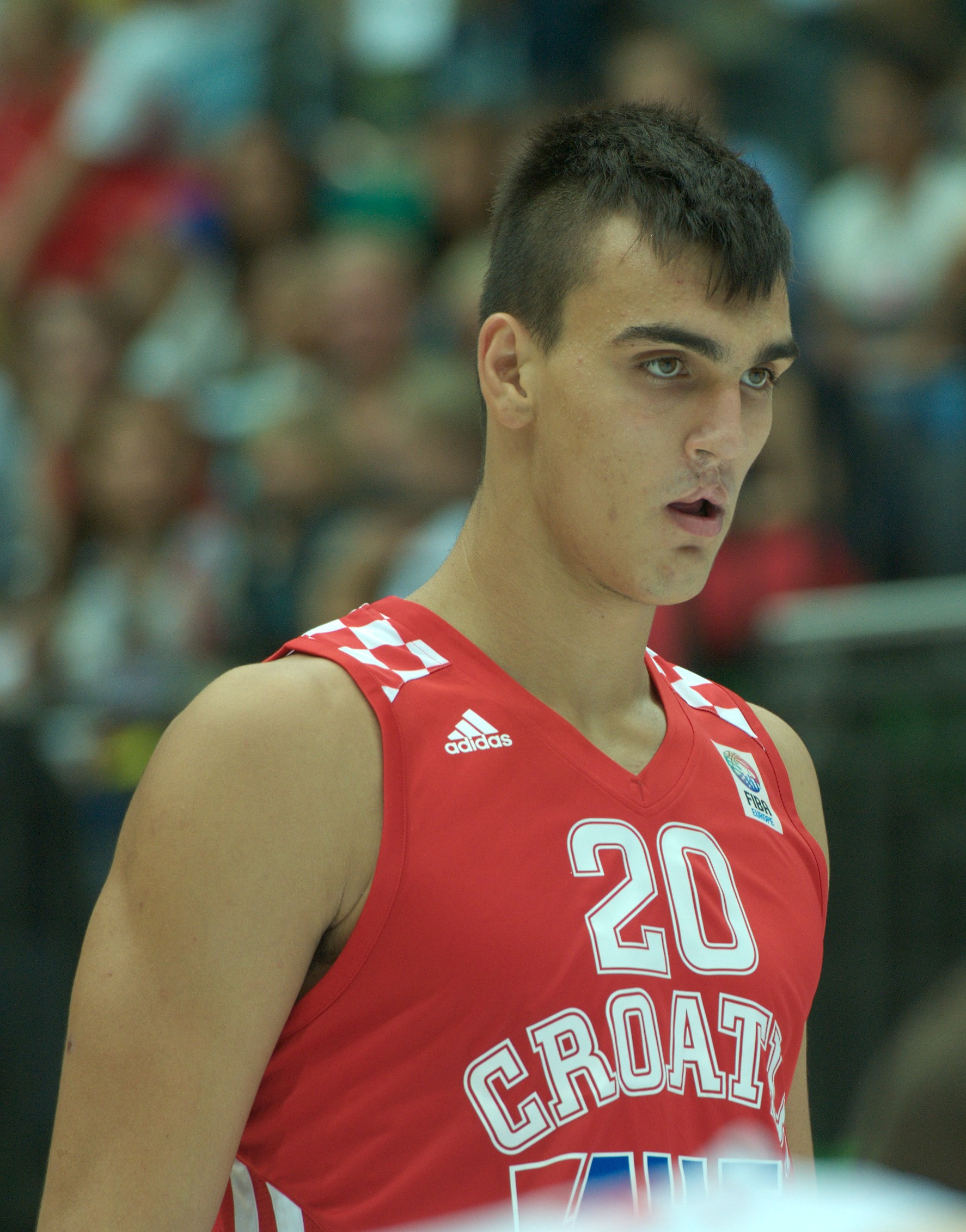
Шарич у 2012

Професійну кар'єру розпочав 2009 року на батьківщині виступами за команду «Зриневац», де провів менше сезону.
2009 року перейшов у «Загреб», де виступав до 2012 року. Сезон 2010—2011 провів у оренді в команді «Дубрава».
У листопаді 2012 року підписав контракт з «Цибоною». 2013 року вирішив виставити свою кандидатуру на Драфт НБА, проте через два дні відмовився, бажаючи ще пограти у Європі. Того ж року виграв Кубок та Чемпіонат Хорватії, а також був визнаний найціннішим гравцем фіналу чотирьох чемпіонату. 2013 та 2014 року визнавався FIBA найкращим молодим гравцем Європи. Того ж 2014 року потрапив до першої збірної Адріатичної ліги, а також отримав MVP ліги та фіналу чотирьох.
24 червня 2014 року підписав контракт з турецьким «Анадолу Ефес». Також в цей же період був обраний у першому раунді драфту НБА під загальним 12-м номером командою «Орландо Меджик». Одразу після драфту був обміняний на Елфріда Пейтона до «Філадельфії». Проте виступи в НБА розпочав не одразу, спершу провівши два роки в Туреччині.

### Філадельфія Севенті-Сіксерс
15 липня 2016 року підписав контракт з «Філадельфія Севенті-Сіксерс», захищав кольори команди з Філадельфії протягом наступних 2 сезонів. 1 листопада, в своїй третій грі в НБА проти «Орландо» набрав 21 очко. 17 лютого 2017 року взяв участь у матчі новачків під час зіркового вікенду. 12 березня у матчі проти «Лос-Анджелес Лейкерс» набрав 29 очок, що стало його особистим рекордом результативності на той момент. Вже 24 березня у матчі проти «Чикаго» набрав 32 очки. За підсумками свого дебютного сезону в НБА був включений до першої збірної новачків та став другим в опитуванні за Найкращого новачка року, програвши лише Малкольму Брогдону.
31 грудня 2017 року в матчі проти «Фінікса» набрав свої найвищі у сезоні 2017-2018 27 очок.

### Міннесота Тімбервулвз
12 листопада 2018 року став гравцем «Міннесота Тімбервулвз», куди разом з Джеррідом Бейліссом, Робертом Ковінгтоном та правами на драфт-пік 2022 був обміняний на Джиммі Батлера та Джастіна Паттона. Дебютував за команду з Міннеаполіса через два дні, відзначившись 9 очками у матчі проти «Нового Орлеану».

### Фінікс Санз
6 липня 2019 року був обміняний до «Фінікс Санз». 24 листопада в матчі проти «Денвера» зібрав рекордні для себе 17 підбирань. У сезоні 2020—2021 допоміг команді дійти до фіналу НБА, де «Фінікс» зустрівся з «Мілвокі». У першому матчі він травмувався, а «Санз» програли серію у шести матчах. Через травму пропустив увесь наступний сезон.

## Виступи за збірну

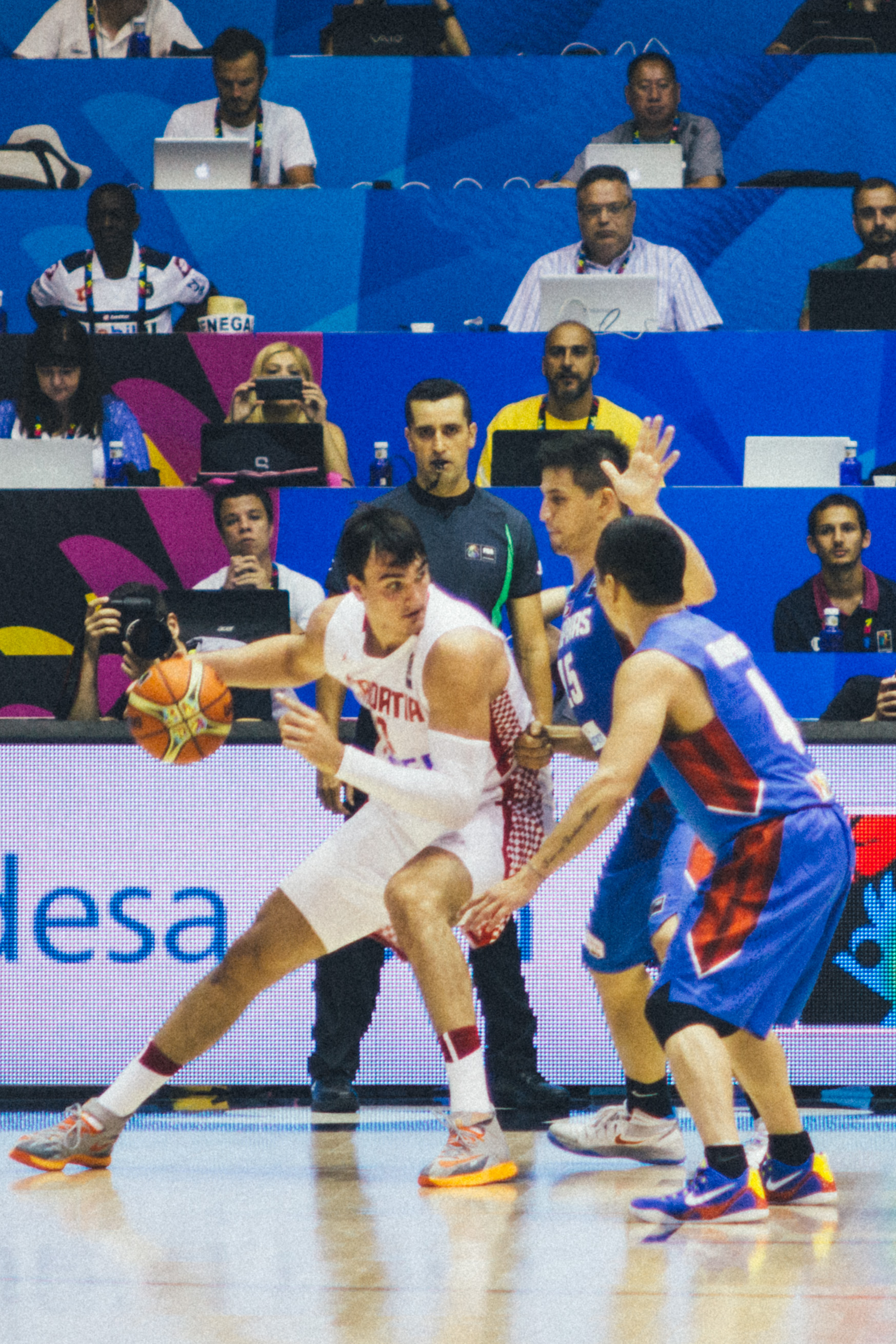
Шарич під час ЧС-2014

Шарич — гравець національної збірної Хорватії. У її складі брав участь у Євробаскеті 2013, де набирав в середньому 5,5 очка та 3,2 підбирання за гру. На чемпіонаті світу 2014 набирав вже 11,7 очка та 6,7 підбирання за матч. На Євробаскеті 2015 дійшов з командою до чвертьфіналу, де Хорватія програла Чехії. На Олімпійських іграх в Ріо-де-Жанейро допоміг команді дійти до чвертьфіналу, де сильнішою виявилася Сербія. За шість матчів турніру він набирав в середньому 11,8 очок та 6,7 підбирання. На Євробаскеті 2017 Хорватія дійшла до 1/8 фіналу, де програла Росії. За 5 матчів на турнірі набирав в середньому 14,8 очок та 6,7 підбирання.

## Особисте життя
Народився у спортивній сім'ї: батько Предраг та матір Веселінка — колишні професійні баскетболісти.

## Статистика виступів

### Регулярний сезон
| Сезон             | Команда                       | GP  | GS  | MPG  | FG%  | 3P%  | FT%  | RPG | APG | SPG | BPG | PPG  |
| ----------------- | ----------------------------- | --- | --- | ---- | ---- | ---- | ---- | --- | --- | --- | --- | ---- |
| 2016–17           | «Філадельфія Севенті-Сіксерс» | 81  | 36  | 26.3 | .411 | .311 | .782 | 6.3 | 2.2 | .4  | .7  | 12.8 |
| 2017–18           | «Філадельфія Севенті-Сіксерс» | 78  | 73  | 29.6 | .453 | .393 | .860 | 6.7 | 2.6 | .3  | .7  | 14.6 |
| 2018–19           | «Філадельфія Севенті-Сіксерс» | 13  | 13  | 30.5 | .364 | .300 | .900 | 6.6 | 2.0 | .2  | .3  | 11.1 |
| 2018–19           | «Міннесота Тімбервулвз»       | 68  | 28  | 23.9 | .454 | .383 | .875 | 5.5 | 1.5 | .6  | .1  | 10.5 |
| 2019–20           | «Фінікс Санз»                 | 66  | 51  | 24.7 | .476 | .357 | .844 | 6.2 | 1.9 | .6  | .2  | 10.7 |
| 2020–21           | «Фінікс Санз»                 | 50  | 4   | 17.4 | .447 | .348 | .848 | 3.8 | 1.3 | .6  | .1  | 8.7  |
| Усього за кар'єру | Усього за кар'єру             | 356 | 205 | 25.2 | .441 | .357 | .838 | 5.9 | 2.0 | .6  | .2  | 11.7 |

### Плей-оф
| Сезон             | Команда                       | GP | GS | MPG  | FG%  | 3P%  | FT%  | RPG | APG | SPG | BPG | PPG  |
| ----------------- | ----------------------------- | -- | -- | ---- | ---- | ---- | ---- | --- | --- | --- | --- | ---- |
| 2018              | «Філадельфія Севенті-Сіксерс» | 10 | 10 | 32.9 | .421 | .385 | .850 | 7.3 | 3.5 | 1.0 | .4  | 17.2 |
| 2021              | «Фінікс Санз»                 | 14 | 0  | 10.5 | .467 | .444 | .929 | 2.5 | 1.0 | .1  | .1  | 4.5  |
| Усього за кар'єру | Усього за кар'єру             | 24 | 10 | 19.8 | .432 | .400 | .870 | 4.5 | 2.0 | .5  | .2  | 9.8  |